# 苏式楼
苏式楼（也称苏式红楼、仿苏式建筑等）是1950年代左右模仿当时苏联建筑而修建的一种低层住宅楼或公共建筑（办公楼、供销社和学校校舍等）。苏式楼主要分布在中国东北地区的城市，也存在于东北地区以外:755,756。狭义的苏式楼指机关、企业、学校等的家属楼。

## 苏式建筑
苏式建筑最初于1950年代一五計畫期间由苏联援华工程师修建或指导，一般指有坡屋顶、厚砖墙，高度不超过4层，呈“周边式”布局的建筑。

## 苏式家属楼

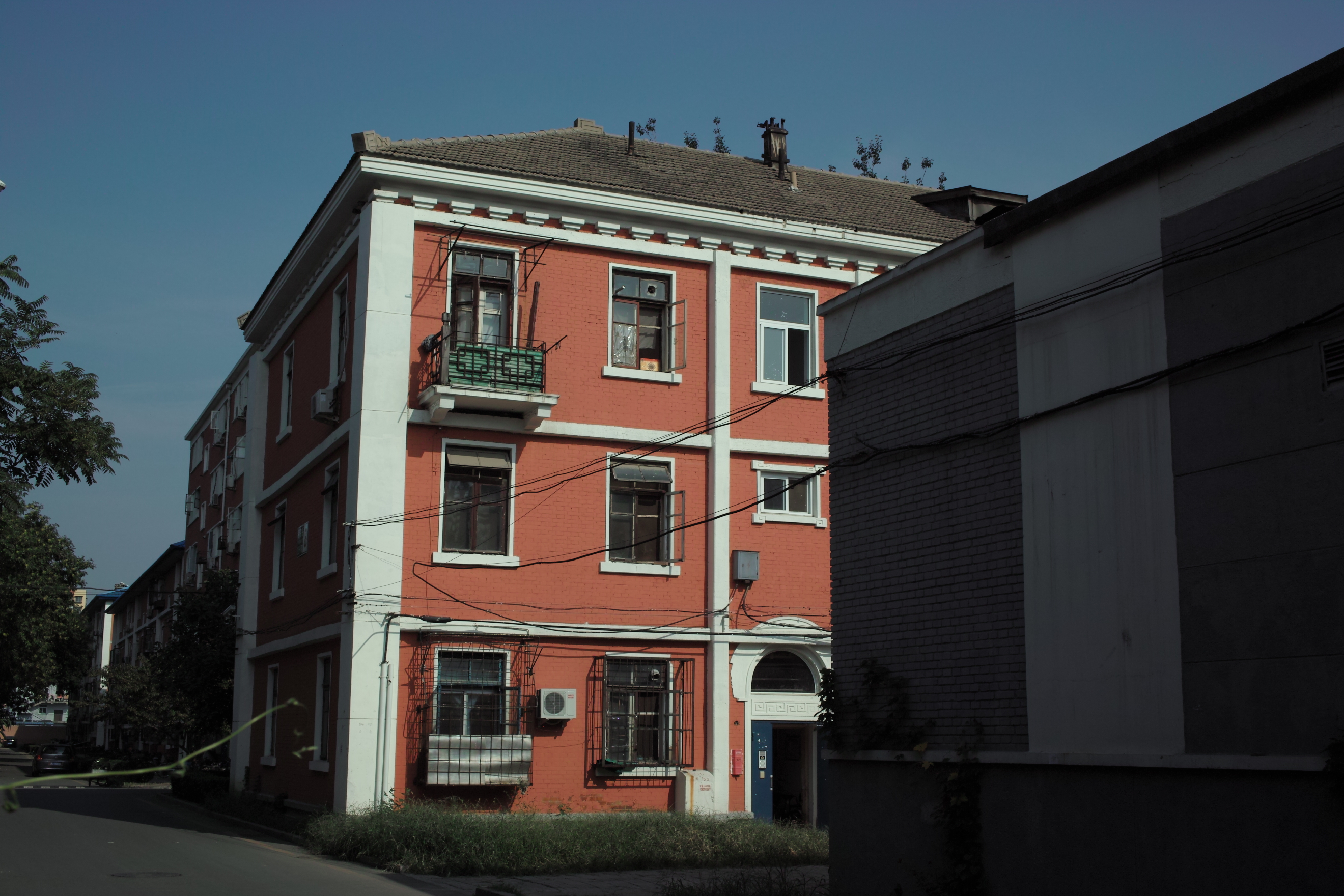
北京科技大学的一幢苏式楼，外墙上的白色框架为加固时追加的结构

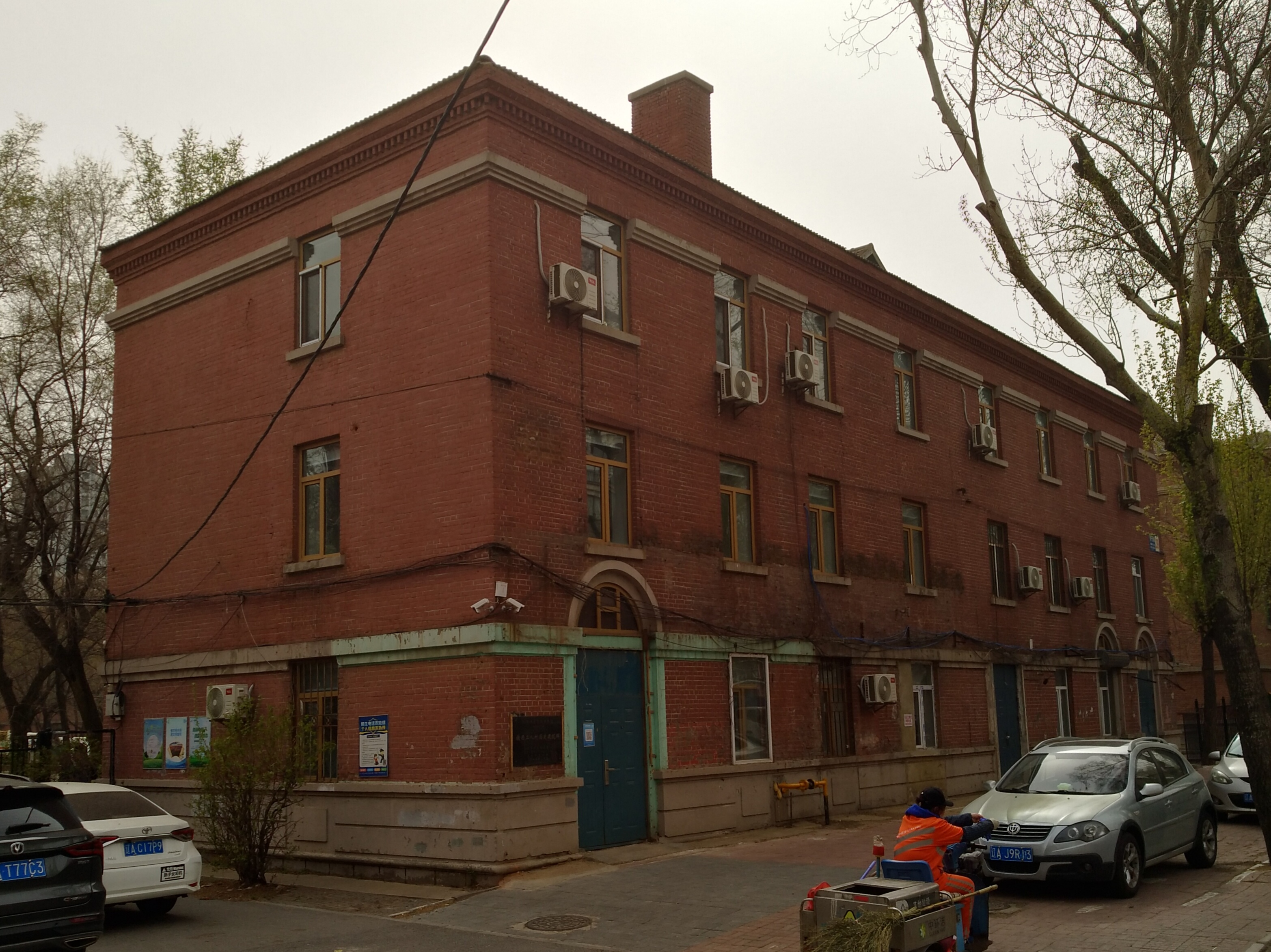
沈阳铁西区工人村的一幢苏式楼

1950年代后期，随着东北地区的工人数量迅速增长，为了满足工人的住宅需求，在当地修建了大量的模仿苏联建筑形式的住宅楼。这种住宅楼为砖混结构，起脊闷顶，红砖裸砌，高三层，多建于工人家属区和军区大院。例如沈阳的工人村即有大量的苏式楼。
苏式楼的居民一般两、三家共用一套房。卧室归各家庭独自使用，厨卫共用，无客厅，由狭长的走廊连接卧室、厨房、厕所等。

## 苏式仓

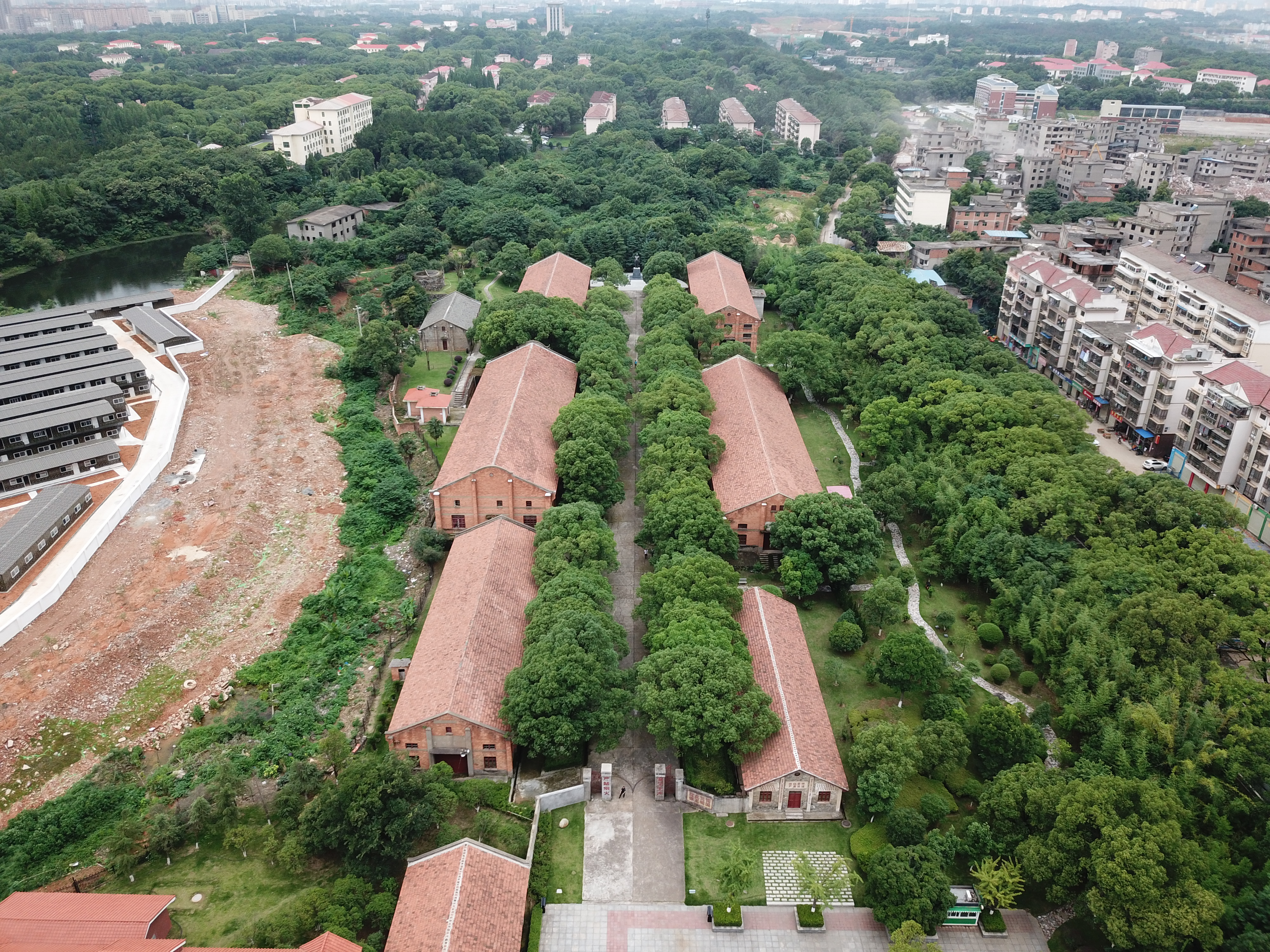
邓小平第二次被打倒后下放至江西省新建县拖拉机修配厂

苏联房式粮仓于1950年代通过苏联援华专家引进中国，取代了传统上由庙宇、祠堂或民房存放粮食的作法。苏式仓通常采为砖木结构，结构为用木人字屋架，通过两至四列圆木柱落地支撑；房顶采用坡屋顶，并上盖粘土平瓦或小青瓦；墙面采用粘土砖墙。